# شهرستان دبائو
شهرستان دباو (به لاتین: Debao County) یک منطقهٔ مسکونی در چین است که در بایسه واقع شده‌است. شهرستان دباو ۲٬۵۷۵ کیلومتر مربع مساحت و ۳۵۰٬۸۰۰ نفر جمعیت دارد و ۶۴۳ متر بالاتر از سطح دریا واقع شده‌است.